# كارل كونستلر
كارل كونستلر (بالألمانية: Karl Künstler)‏ هو عسكري ألماني، ولد في 1901 في Zella ‏ في ألمانيا، وتوفي في أبريل 1945 في إرلنغن في ألمانيا.